# Pont romànic d'Orrit
El Pont d'Orrit és un pont romànic en ruïnes situat damunt de la Noguera Ribagorçana, entre l'antic terme de Sapeira, actualment de Tremp, i Areny de Noguera. Està situat a uns cent metres aigües amunt del poble del Pont d'Orrit, al qual dona nom.
Fou destruït durant la Guerra de Successió.
Només se'n conserven dos muntants, angulosos per a suportar les riuades i adaptats al terreny. Entre ells hi devia haver un arc de punt rodó de 4 metres, aproximadament. L'aparell dels dos fragments conservats fan veure una obra clarament romànica.